# Дендрарий (платформа)
Дендрарий (латыш. Dendrārijs) — остановочный пункт в Скриверском крае Латвии на железнодорожной линии Рига — Крустпилс. Вблизи платформы нет населённых пунктов.

## История
Блок-пост 856 км открыт в 1972 году на переходе с двухпутного участка Скривери — 856 км на однопутный участок 856 км — Юмправа. Сменил статус на остановочный пункт в 1991 году, после постройки второго пути. С 1994 г. носит название «Дендрарий», поскольку расположен невдалеке от Скриверского дендрологического парка..
В 2009 году на остановочном пункте Дендрарий фирмой «Ришон Интер» оборудован первый в Латвии средний (высота над головкой рельса 550 мм) перрон.
С 8 декабря 2019 года, из-за низкого пассажиропотока, остановочный пункт закрыт и поезда больше на данной платформе не останавливаются.